# Fenghuang

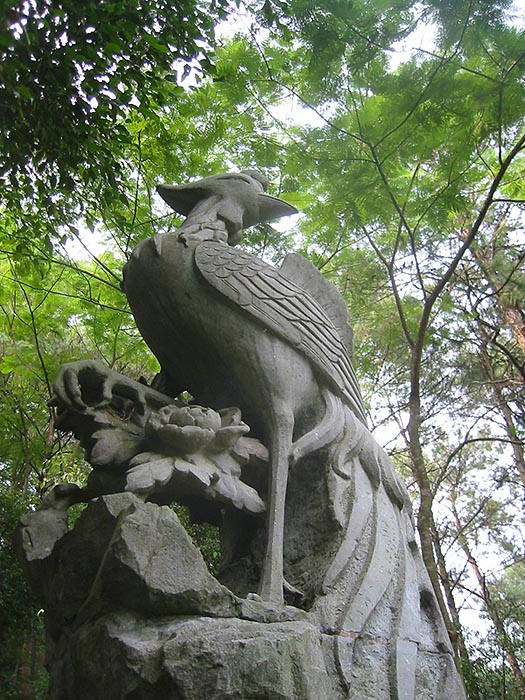
Fenghuangstaty, Nanning, Guangxi, Kina.

Fenghuang (kinesiska: 鳳凰, pinyin: fènghuáng) är mytologiska kinesiska fåglar med rötter i förhistorisk tid.
Hanen kallas feng och honan huang, men idag bortser man vanligen från den distinktionen och ser fenghuang som en honfågel och feminint pardjur till den maskulina draken. Den översätts rutinmässigt till fenix, eller kinesisk fenix trots att fenghuang inte kan anses vara nära besläktad. I det kejsartida Kina förknippades fenghuang med kejsarinnan (och kejsaren med draken). Idag uppfattas de som allmänt lyckosamma och används ofta som lyckobringande symboler vid bröllop. Liksom mytdjuret qilin beskrivs den ofta med ett utseende bestående av delar från flera olika djur, exempelvis med en tupps näbb, en svalas ansikte, en orms hals, en gås bröst, en sköldpaddas ryggsköld, en hjorts ben och en fisks stjärt.
Hōō är ett uppskattat motiv hos japanska netsukesnidare och andra konsthantverkare i Östasien. Ofta ses Hōō strida mot Kirin, ett annat av de fyra konungadjuren. Ett sådant motiv finns avbildat på det berömda Sensoji-templet i Asakusa.